# Live at the Bon Soir
Live at the Bon Soir è un album dal vivo della cantante statunitense Barbra Streisand, pubblicato nel 2022 ma registrato nel 1962.

## Tracce
1. Introduction by Dave Kapralik (Columbia Records) / My Name Is Barbara – 2:01
2. Much More – 2:30
3. Napoleon – 3:19
4. I Hate Music – 1:16
5. Right as the Rain – 2:46
6. Cry Me a River – 4:11
7. Value – 2:16
8. Lover, Come Back to Me – 1:54
9. Band Introductions – 2:56
10. Soon It's Gonna Rain – 3:42
11. Come to the Supermarket (in Old Peking) – 1:51
12. When the Sun Comes Out – 3:14
13. Happy Days Are Here Again – 3:25
14. Keepin' Out of Mischief Now – 1:54
15. A Sleepin' Bee – 4:03
16. I Had Myself a True Love – 4:47
17. Bewitched, Bothered and Bewildered – 2:39
18. Who's Afraid of the Big Bad Wolf? – 2:36
19. I'll Tell the Man in the Street – 2:49
20. A Taste of Honey – 2:23
21. Never Will I Marry – 2:56
22. Nobody's Heart Belongs to Me – 2:14
23. My Honey's Lovin' Arms – 2:10
24. I Stayed Too Long at the Fair – 5:11